# Les Poissons sauteurs

Les Poissons sauteurs (Fickende Fische) est un film allemand de la réalisatrice Almut Getto (de) sorti en 2002.

## Synopsis
Les deux adolescents Nina et Jan se rencontrent deux fois. Lors de la première rencontre, elle lui roule accidentellement avec son vélo, ce qui fait qu'il est blessé et qu'il doit être secouru par l'urgentiste. Mais Jan se fait du souci pour Nina, car il a été contaminé par le virus HIV à la suite d'une transfusion sanguine. Alors qu'elle vit dans une famille triste, Jan est quasiment chouchouté par ses parents plutôt conservateurs. Chacun cherche à changer sa vie et à la suite de leur première rencontre, chacun croît qu'il a trouvé le bon partenaire. Par hasard, ils se rencontrent une deuxième fois brièvement, et un amour se crée entre les deux, d'abord de manière hésitante puis passionnément. Ensemble, ils peuvent s'évader de la réalité, mais Jan n'ose pas lui parler de sa maladie. Peu avant qu'ils aient des rapports sexuels, Jan se dérobe par peur d'infecter Nina. Du fait que Nina croît qu'il ne l'aime pas et que Jan réagit de manière brusque, les deux se perdent de vue dans un premier temps. Mais Jan ne peut pas oublier Nina, ils se retrouvent, et à la suite d'une bagarre avec un garçon qui courtise Nina de manière salace, elle finit par prendre connaissance de sa maladie. Nina est choquée. Peu de temps après, Nina apprend qu'il y a eu un décès dans la famille de Jan. En croyant qu'il s'agit de la mort de Jan, elle se rend au crématorium. Ils s'y rencontrent de nouveau. Il devient clair pour eux qu'ils s'aiment et qu'ils veulent vivre ensemble, même si cela ne semble pas possible. Ils partent ensemble en voiture avec les cendres du grand-père défunt, pour leur dernier voyage.

## Critique
Les Poissons sauteurs fut très bien accueilli par les critiques et est généralement désigné comme particulièrement de valeur, surtout de par le fait qu'il thématise les difficultés d'un jeune amour en lien avec l'infection par le SIDA[réf. nécessaire].

## Prix
- 2002: Max-Ophüls-Preis : prix du film du Saarländischen Ministerpräsidenten
- 2002: Prix du public du festival FilmKunstFest Mecklenburg-Vorpommern à Schwerin
- 2002: Preis der Deutschen Filmkritik pour le meilleur scenario
- 2003: Deutscher Filmpreis pour le meilleur scenario filmé

## Divers
Les Poissons sauteurs a été soutenu entre autres par Filmstiftung NRW et par Kuratorium Junger deutscher Film. Le titre est une citation du film : Nina pose la question à Jan, après qu'elle a tué accidentellement le poisson de Jan « Est-ce qu'en fait tes poissons baisent parfois ? »